# Ružinov
| Ružinov             | Ružinov              |
| ------------------- | -------------------- |
| Ružinov             |                      |
| Grb                 | Karta                |
|                     |                      |
| Opći podaci         |                      |
| Kraj:               | Bratislavský         |
| Okrug:              | Bratislava II        |
| Regija:             | Bratislava i okolica |
| Nadmorska visina:   | m                    |
| Površina:           | 39,6 km²             |
| Stanovništvo:       | 70 004 ()            |
| Gustoća:            | 1768 stan./km2       |
| Statistički kôd:    |                      |
| Registarska oznaka: | BA                   |
| Poštanski broj:     | 821 05               |
| Pozivni broj:       | 02                   |
| Stranica:           | www.ruzinov.sk       |
| Načelnik:           | Martin Chren         |

Ružinov (njemački: Rosenheim, mađarski: Főrév) je gradska četvrt u Bratislavi. Po broju stanovnika ovo je druga četvrt u gradu.
U prošlosti su se na ovom području nalazile doline, livade i šume preko kojih su prolazili kanali Dunava i gdje su se nalazile ade. Stanovništvo se većinom bavilo poljoprivredom sve do 19. stoljeća kad su ovdje sagrađene tvornice. Ovo područje je dobilo današnje ime tek u 20. stoljeću, a nastalo je iz naziva Ružový ostrov (Ružin otok).
Danas je ovo područje važno gradsko industrijsko i poslovno središte. Ovdje se nalazi bratislavska riječna luka, te međunarodna zračna luka Milana Rastislava Štefánika. Iako je većinom industrijsko područje, u Ružinovu se nalaze brojne zelene površine i brojna jezera.

## Podjela
Ova četvrt je katastarski podijeljena u tri dijela:
- Nivy (7,27 km²)
- Ružinov (19,50 km²)
- Trnávka (12,93 km²)

te u neslužbene dijelove:
- Ostredky
- Pošeň
- Prievoz
- Trávniky
- Štrkovec
- Vlčie hrdlo

## Sport
U Ružinovu djeluju:
- Nogometni klub FK Rapid
- Odbojkaški klub Slávia UK
- Hrvački klub Dunajplavba
- Hokejaški klub ŠK H.O.K. Nivy